# Star Wars (манґа)
Зоряні війни (англ. Star Wars) — манґа за мотивами фільмів з серії «Зоряні війни».

## Історії

### Прихована загроза
Художник: Кіа Асамійа

Частини: 2

Частина 1: Пошуки Енакіна

Частина 2: Смерть Квай-Гона та битва з Дартом Молом

### Нова надія
Художник: Хісао Тамакі

Частини: 4

Частина 1: Люк знайомиться з Обі-Ваном і дроїдами, знищення будинку Леї

Частина 2: Знайомство з Ханом Соло, подорож до Зірки Смерті

Частина 3: Події на Зірці Смерті, смерть Обі-Вана

Частина 4: Атака Мертвої Зірки

### Імперія завдає удару у відповідь
Художник: Тошікі Кудо

Частини: 4

Частина 1: Битва на Хоті

Частина 2: Знайомство з Йодою

Частина 3: Хан, Лея, Чубакка, C3P-0 у місті Хмар

Частина 4: Хана заморожено, Люк втрачає руку у битві з Вейдером

### Повернення джедая
Художник: Шин-Ічі Хіромото

Частини: 4

Частина 1: Усі у полоні Джабби

Частина 2: Втеча від Джабби, повернення на Дагобу

Частина 3: Селище Евок, Люк у полоні

Частина 4: Смерть Вейдера і Палпатіна